# Валентино
 Тази статия е за италианския моден дизайнер.  За модната къща вижте Валентино (предприятие).  
Валентино Клементе Лудовико Гаравани (на италиански: Valentino Clemente Ludovico Garavani), по-известен само като Валентино, е италиански моден дизайнер. Основател е на модната къща „Валентино“ и модните марки Valentino Garavani, Valentino Roma, R.E.D. Valentino.

## Биография
Интересува се от мода още от детска възраст. Започва кариерата си с изключително малка дизайнерска къща, която с годините се разраства. На 31 юли 1961 г. Валентино открива свое ателие и във Флоренция – модната столица по онова време. След този свой успех клиентки на Валентино стават дами от висшата класа.
В средата на 1960-те години е известен като маестрото на италианската мода. Негови клиентки и лични приятелки са Одри Хепбърн, Глория Гинес, Принцеса Маргарет, Жаклин Кенеди и много други.
Валентино разкрива, че е хомосексуален през 2004 г.
На 4 септември 2007 г. Валентино официално съобщава, че се оттегля от модния бизнес и има нужда от почивка.
През 2006 г. има кратко участие като актьор в игралния филм „Дяволът носи Прада“, където играе себе си.. На Валентино е посветен пълнометражен документален филм „Валентино: последният император“ от 2008 г.